# Made in WONDER
「Made in WONDER」（メイド・イン・ワンダー）は、美郷あきの14作目のシングル。2009年8月5日にMellow Headから発売された。

## 解説
前作「Life and proud」から6ヶ月ぶりのリリースとなる2009年3作目のシングル。表題曲「Made in WONDER」は、テレビアニメ『よくわかる現代魔法』エンディングテーマとして採用された。

## 収録曲
（全作詞：畑亜貴）
1. Made in WONDER [3:42] 
作曲・編曲：黒須克彦
2. Hide and seek [4:47] 
作曲・編曲：飯塚昌明
3. Made in WONDER （off vocal）
4. Hide and seek （off vocal）

## タイアップ
- テレビアニメ『よくわかる現代魔法』エンディングテーマ

## 収録アルバム
- 『from now on』（#1、#2）